# Eleições autárquicas portuguesas de 2017 no distrito de Castelo Branco

## Resultados por Concelho
Os resultados nos Concelhos do Distrito de Castelo Branco foram os seguintes:

### Belmonte

#### Câmara Municipal
| Partido                 | Partido                        | Votos | %               | +/-  | Vereadores | +/-     |
| ----------------------- | ------------------------------ | ----- | --------------- | ---- | ---------- | ------- |
|                         | Partido Socialista             | 2 250 | 56,69 / 100,00  | 0,28 | 3 / 5      | 1       |
|                         | PSD-MPT                        | 1 240 | 31,24 / 100,00  | -    | 2 / 5      | -       |
|                         | Coligação Democrática Unitária | 254   | 6,40 / 100,00   | 1,04 | 0 / 5      | Estável |
|                         | CDS – Partido Popular          | 51    | 1,28 / 100,00   | 1,27 | 0 / 5      | Estável |
| Votos Inválidos         | Votos Inválidos                | 174   | 4,39 / 100,00   | 2,27 |            |         |
| Total                   | Total                          | 3 969 | 100,00 / 100,00 |      | 5 / 5      |         |
| Eleitorado/Participação | Eleitorado/Participação        | 6 377 | 62,24 / 100,00  | 1,54 |            |         |

| Freguesia                   | %     | %        | %     | %    | Votantes |
| Freguesia                   | PS    | PSD- MPT | CDU   | CDS  | Votantes |
| --------------------------- | ----- | -------- | ----- | ---- | -------- |
| Belmonte e Colmeal da Torre | 57,94 | 30,76    | 5,38  | 1,27 | 2 211    |
| Caria                       | 54,67 | 33,10    | 6,16  | 1,41 | 1 136    |
| Inguias                     | 55,88 | 32,11    | 7,84  | 1,23 | 408      |
| Maçainhas                   | 56,07 | 24,77    | 15,42 | 0,93 | 214      |
| Belmonte                    | 56,69 | 31,24    | 6,40  | 1,28 | 3 969    |

#### Assembleia Municipal
| Partido                 | Partido                        | Votos | %               | +/-  | Deputados | +/-     |
| ----------------------- | ------------------------------ | ----- | --------------- | ---- | --------- | ------- |
|                         | Partido Socialista             | 2 048 | 51,60 / 100,00  | 1,92 | 9 / 15    | Estável |
|                         | PSD-MPT                        | 1 300 | 32,75 / 100,00  | -    | 5 / 15    | -       |
|                         | Coligação Democrática Unitária | 412   | 10,38 / 100,00  | 0,39 | 1 / 15    | Estável |
| Votos Inválidos         | Votos Inválidos                | 209   | 5,26 / 100,00   | 2,13 |           |         |
| Total                   | Total                          | 3 969 | 100,00 / 100,00 |      | 15 / 15   |         |
| Eleitorado/Participação | Eleitorado/Participação        | 6 377 | 62,24 / 100,00  | 1,54 |           |         |

| Freguesia                   | %     | %        | %     | Votantes |
| Freguesia                   | PS    | PSD- MPT | CDU   | Votantes |
| --------------------------- | ----- | -------- | ----- | -------- |
| Belmonte e Colmeal da Torre | 50,02 | 33,74    | 10,09 | 2 211    |
| Caria                       | 53,17 | 32,92    | 9,07  | 1 136    |
| Inguias                     | 53,68 | 34,31    | 9,07  | 408      |
| Maçainhas                   | 55,61 | 18,69    | 22,90 | 214      |
| Belmonte                    | 51,60 | 32,75    | 10,38 | 3 969    |

#### Juntas de Freguesia
| Partido                 | Partido                        | Votos | %               | +/-  | Presidentes | +/-     | Mandatos | +/-     |
| ----------------------- | ------------------------------ | ----- | --------------- | ---- | ----------- | ------- | -------- | ------- |
|                         | Partido Socialista             | 2 128 | 53,63 / 100,00  | 0,38 | 4 / 4       | Estável | 20 / 32  | Estável |
|                         | PSD-MPT                        | 1 308 | 32,96 / 100,00  | -    | 0 / 4       | -       | 8 / 32   | -       |
|                         | Coligação Democrática Unitária | 356   | 8,97 / 100,00   | 0,03 | 0 / 4       | Estável | 4 / 32   | 1       |
| Votos Inválidos         | Votos Inválidos                | 176   | 4,43 / 100,00   | 1,10 |             |         |          |         |
| Total                   | Total                          | 3 968 | 100,00 / 100,00 |      | 4 / 4       |         | 32 / 32  |         |
| Eleitorado/Participação | Eleitorado/Participação        | 6 377 | 62,22 / 100,00  | 1,52 |             |         |          |         |

| Freguesia                   | Partido Vencedor | Partido Vencedor   | %              | Mandatos |
| --------------------------- | ---------------- | ------------------ | -------------- | -------- |
| Belmonte e Colmeal da Torre |                  | Partido Socialista | 48,19 / 100,00 | 5 / 9    |
| Caria                       |                  | Partido Socialista | 59,60 / 100,00 | 6 / 9    |
| Inguias                     |                  | Partido Socialista | 66,18 / 100,00 | 5 / 7    |
| Maçainhas                   |                  | Partido Socialista | 54,21 / 100,00 | 4 / 7    |

### Castelo Branco

#### Câmara Municipal
| Partido                 | Partido                        | Votos  | %               | +/-  | Vereadores | +/-     |
| ----------------------- | ------------------------------ | ------ | --------------- | ---- | ---------- | ------- |
|                         | Partido Socialista             | 15 684 | 58,75 / 100,00  | 3,12 | 5 / 7      | 2       |
|                         | Partido Social Democrata       | 6 214  | 23,28 / 100,00  | 3,28 | 2 / 7      | Estável |
|                         | Coligação Democrática Unitária | 1 209  | 4,53 / 100,00   | 0,71 | 0 / 7      | Estável |
|                         | Bloco de Esquerda              | 1 194  | 4,47 / 100,00   | 1,92 | 0 / 7      | Estável |
|                         | CDS – Partido Popular          | 893    | 3,35 / 100,00   | 0,36 | 0 / 7      | Estável |
| Votos Inválidos         | Votos Inválidos                | 1 501  | 5,62 / 100,00   | 1,72 |            |         |
| Total                   | Total                          | 26 695 | 100,00 / 100,00 |      | 7 / 7      | 2       |
| Eleitorado/Participação | Eleitorado/Participação        | 49 897 | 53,50 / 100,00  | 2,79 |            |         |

| Freguesia                        | %     | %     | %     | %    | %    | Votantes |
| Freguesia                        | PS    | PSD   | CDU   | BE   | CDS  | Votantes |
| -------------------------------- | ----- | ----- | ----- | ---- | ---- | -------- |
| Alcains                          | 51,74 | 29,20 | 4,22  | 6,61 | 2,43 | 2 178    |
| Almaceda                         | 67,72 | 19,90 | 2,18  | 1,46 | 4,61 | 412      |
| Benquerenças                     | 63,61 | 25,25 | 1,73  | 3,22 | 1,73 | 404      |
| Castelo Branco                   | 55,10 | 24,32 | 5,26  | 5,15 | 4,15 | 15 196   |
| Cebolais de Cima e Retaxo        | 67,98 | 13,30 | 7,70  | 3,50 | 2,19 | 1 143    |
| Escalos de Baixo e Mata          | 78,33 | 10,67 | 2,13  | 2,46 | 1,97 | 609      |
| Escalos de Cima e Lousa          | 63,99 | 18,28 | 3,74  | 4,85 | 4,19 | 908      |
| Freixial e Juncal do Campo       | 65,95 | 21,21 | 2,33  | 3,89 | 1,17 | 514      |
| Lardosa                          | 56,99 | 25,55 | 7,72  | 2,94 | 1,65 | 544      |
| Louriçal do Campo                | 69,83 | 20,95 | 1,68  | 1,40 | 1,40 | 358      |
| Malpica do Tejo                  | 71,71 | 5,43  | 14,73 | 2,71 | 0,39 | 258      |
| Monforte da Beira                | 71,29 | 15,84 | 1,98  | 1,98 | 1,49 | 202      |
| Ninho do Açor e Sobral do Campo  | 74,95 | 14,60 | 1,74  | 3,27 | 1,53 | 459      |
| Póvoa de Rio de Moinhos e Cafede | 55,81 | 30,28 | 1,76  | 2,64 | 4,40 | 568      |
| Salgueiro do Campo               | 64,12 | 24,51 | 2,35  | 2,75 | 2,75 | 510      |
| Santo André das Tojeiras         | 69,77 | 21,56 | 0,42  | 1,27 | 1,06 | 473      |
| São Vicente da Beira             | 60,36 | 31,99 | 1,68  | 1,55 | 0,91 | 772      |
| Sarzedas                         | 70,09 | 20,03 | 1,00  | 1,75 | 1,75 | 799      |
| Tinalhas                         | 62,11 | 19,07 | 3,09  | 5,27 | 3,09 | 388      |
| Castelo Branco                   | 58,75 | 23,28 | 4,53  | 4,47 | 3,35 | 26 695   |

#### Assembleia Municipal
| Partido                 | Partido                        | Votos  | %               | +/-  | Deputados | +/-     |
| ----------------------- | ------------------------------ | ------ | --------------- | ---- | --------- | ------- |
|                         | Partido Socialista             | 14 603 | 54,70 / 100,00  | 3,11 | 13 / 21   | 5       |
|                         | Partido Social Democrata       | 6 371  | 23,86 / 100,00  | 2,93 | 5 / 21    | 1       |
|                         | Bloco de Esquerda              | 1 619  | 6,06 / 100,00   | 2,58 | 1 / 21    | Estável |
|                         | Coligação Democrática Unitária | 1 345  | 5,04 / 100,00   | 0,80 | 1 / 21    | Estável |
|                         | CDS – Partido Popular          | 1 088  | 4,08 / 100,00   | 0,02 | 1 / 21    | Estável |
| Votos Inválidos         | Votos Inválidos                | 1 670  | 6,26 / 100,00   | 1,62 |           |         |
| Total                   | Total                          | 26 696 | 100,00 / 100,00 |      | 21 / 21   | 6       |
| Eleitorado/Participação | Eleitorado/Participação        | 49 897 | 53,50 / 100,00  | 2,79 |           |         |

| Freguesia                        | %     | %     | %    | %     | %    | Votantes |
| Freguesia                        | PS    | PSD   | BE   | CDU   | CDS  | Votantes |
| -------------------------------- | ----- | ----- | ---- | ----- | ---- | -------- |
| Alcains                          | 47,15 | 30,53 | 8,13 | 4,41  | 2,62 | 2 178    |
| Almaceda                         | 64,56 | 20,87 | 1,46 | 2,43  | 6,31 | 412      |
| Benquerenças                     | 59,90 | 27,97 | 4,46 | 2,48  | 0,74 | 404      |
| Castelo Branco                   | 50,40 | 24,68 | 7,23 | 5,84  | 5,27 | 15 197   |
| Cebolais de Cima e Retaxo        | 65,97 | 14,00 | 4,29 | 8,49  | 2,10 | 1 143    |
| Escalos de Baixo e Mata          | 75,21 | 10,67 | 4,27 | 2,79  | 1,64 | 609      |
| Escalos de Cima e Lousa          | 60,79 | 19,38 | 5,29 | 3,74  | 5,18 | 908      |
| Freixial e Juncal do Campo       | 62,06 | 21,79 | 5,45 | 2,92  | 0,97 | 514      |
| Lardosa                          | 51,10 | 27,21 | 3,49 | 10,11 | 1,65 | 544      |
| Louriçal do Campo                | 70,11 | 18,72 | 2,23 | 1,96  | 1,12 | 358      |
| Malpica do Tejo                  | 71,32 | 3,88  | 2,71 | 15,50 | 0,78 | 258      |
| Monforte da Beira                | 70,79 | 13,37 | 2,97 | 1,98  | 1,49 | 202      |
| Ninho do Açor e Sobral do Campo  | 74,07 | 14,38 | 4,36 | 1,31  | 2,18 | 459      |
| Póvoa de Rio de Moinhos e Cafede | 51,94 | 31,51 | 4,05 | 1,94  | 4,75 | 568      |
| Salgueiro do Campo               | 61,18 | 26,86 | 3,53 | 2,35  | 3,14 | 510      |
| Santo André das Tojeiras         | 68,71 | 21,99 | 0,63 | 0,85  | 1,06 | 473      |
| São Vicente da Beira             | 55,18 | 35,88 | 2,59 | 2,07  | 0,78 | 772      |
| Sarzedas                         | 68,21 | 19,52 | 1,88 | 1,63  | 2,50 | 799      |
| Tinalhas                         | 58,51 | 18,56 | 7,73 | 2,84  | 3,35 | 388      |
| Castelo Branco                   | 54,70 | 23,86 | 6,06 | 5,04  | 4,08 | 26 696   |

#### Juntas de Freguesia
| Partido                 | Partido                        | Votos  | %               | +/-  | Presidentes | +/-     | Mandatos  | +/- |
| ----------------------- | ------------------------------ | ------ | --------------- | ---- | ----------- | ------- | --------- | --- |
|                         | Partido Socialista             | 14 393 | 53,91 / 100,00  | 1,92 | 17 / 19     | Estável | 107 / 157 | 3   |
|                         | Partido Social Democrata       | 6 749  | 25,28 / 100,00  | 2,22 | 0 / 19      | 1       | 34 / 157  | 3   |
|                         | Coligação Democrática Unitária | 1 277  | 4,78 / 100,00   | 0,07 | 0 / 19      | Estável | 4 / 157   | 1   |
|                         | Bloco de Esquerda              | 1 044  | 3,91 / 100,00   | 1,80 | 0 / 19      | Estável | 1 / 157   | 1   |
|                         | CDS – Partido Popular          | 931    | 3,49 / 100,00   | 0,26 | 0 / 19      | Estável | 2 / 157   | 1   |
|                         | Grupo de Cidadãos              | 649    | 2,43 / 100,00   | 1,70 | 2 / 19      | 1       | 9 / 157   | 1   |
| Votos Inválidos         | Votos Inválidos                | 1 654  | 6,19 / 100,00   | 0,72 |             |         |           |     |
| Total                   | Total                          | 26 697 | 100,00 / 100,00 |      | 19 / 19     |         | 157 / 157 |     |
| Eleitorado/Participação | Eleitorado/Participação        | 49 897 | 53,50 / 100,00  | 2,79 |             |         |           |     |

| Freguesia                        | Partido Vencedor | Partido Vencedor   | %              | Mandatos |
| -------------------------------- | ---------------- | ------------------ | -------------- | -------- |
| Alcains                          |                  | Partido Socialista | 43,87 / 100,00 | 5 / 9    |
| Almaceda                         |                  | Partido Socialista | 57,77 / 100,00 | 4 / 7    |
| Benquerenças                     |                  | Partido Socialista | 53,22 / 100,00 | 4 / 7    |
| Castelo Branco                   |                  | Partido Socialista | 50,56 / 100,00 | 11 / 19  |
| Cebolais de Cima e Retaxo        |                  | Partido Socialista | 70,78 / 100,00 | 7 / 9    |
| Escalos de Baixo e Mata          |                  | Partido Socialista | 85,55 / 100,00 | 9 / 9    |
| Escalos de Cima e Lousa          |                  | Grupo de Cidadãos  | 41,96 / 100,00 | 4 / 9    |
| Freixial e Juncal do Campo       |                  | Partido Socialista | 58,75 / 100,00 | 4 / 7    |
| Lardosa                          |                  | Partido Socialista | 46,69 / 100,00 | 4 / 7    |
| Louriçal do Campo                |                  | Partido Socialista | 74,86 / 100,00 | 6 / 7    |
| Malpica do Tejo                  |                  | Partido Socialista | 72,09 / 100,00 | 6 / 7    |
| Monforte da Beira                |                  | Partido Socialista | 81,68 / 100,00 | 7 / 7    |
| Ninho do Açor e Sobral do Campo  |                  | Partido Socialista | 86,27 / 100,00 | 7 / 7    |
| Póvoa de Rio de Moinhos e Cafede |                  | Partido Socialista | 47,54 / 100,00 | 4 / 7    |
| Salgueiro do Campo               |                  | Partido Socialista | 56,67 / 100,00 | 4 / 7    |
| Santo André das Tojeiras         |                  | Partido Socialista | 73,15 / 100,00 | 6 / 7    |
| São Vicente da Beira             |                  | Partido Socialista | 49,09 / 100,00 | 5 / 9    |
| Sarzedas                         |                  | Partido Socialista | 79,10 / 100,00 | 8 / 9    |
| Tinalhas                         |                  | Grupo de Cidadãos  | 69,07 / 100,00 | 5 / 7    |

### Covilhã

#### Câmara Municipal
| Partido                 | Partido                        | Votos  | %               | +/-  | Vereadores | +/-     |
| ----------------------- | ------------------------------ | ------ | --------------- | ---- | ---------- | ------- |
|                         | Partido Socialista             | 13 437 | 46,41 / 100,00  | 8,90 | 5 / 7      | 2       |
|                         | De Novo Covilhã, Carlos Pinto  | 5 257  | 18,16 / 100,00  | Novo | 1 / 7      | Novo    |
|                         | CDS – Partido Popular          | 4 371  | 15,10 / 100,00  | -    | 1 / 7      | -       |
|                         | PSD-PPM                        | 2 135  | 7,37 / 100,00   | -    | 0 / 7      | -       |
|                         | Coligação Democrática Unitária | 1 799  | 6,21 / 100,00   | 4,80 | 0 / 7      | 1       |
|                         | Bloco de Esquerda              | 630    | 2,18 / 100,00   | 0,43 | 0 / 7      | Estável |
| Votos Inválidos         | Votos Inválidos                | 1 326  | 4,58 / 100,00   | 1,82 |            |         |
| Total                   | Total                          | 28 955 | 100,00 / 100,00 |      | 7 / 7      |         |
| Eleitorado/Participação | Eleitorado/Participação        | 46 809 | 61,86 / 100,00  | 4,07 |            |         |

| Freguesia                        | %     | %     | %     | %        | %     | %    | Votantes |
| Freguesia                        | PS    | DNC   | CDS   | PSD- PPM | CDU   | BE   | Votantes |
| -------------------------------- | ----- | ----- | ----- | -------- | ----- | ---- | -------- |
| Aldeia de São Francisco de Assis | 54,55 | 10,86 | 24,24 | 2,53     | 2,53  | 1,77 | 396      |
| Barco e Coutada                  | 47,45 | 30,40 | 3,69  | 6,50     | 1,76  | 1,93 | 569      |
| Boidobra                         | 44,51 | 15,17 | 17,13 | 6,22     | 11,70 | 2,18 | 1 786    |
| Cantar-Galo e Vila do Carvalho   | 56,65 | 16,63 | 9,35  | 5,17     | 6,11  | 1,78 | 2 129    |
| Casegas e Ourondo                | 57,72 | 12,35 | 7,41  | 8,33     | 6,79  | 1,54 | 324      |
| Cortes do Meio                   | 53,00 | 14,92 | 12,69 | 3,09     | 4,46  | 4,80 | 583      |
| Covilhã e Canhoso                | 43,05 | 20,27 | 20,35 | 4,92     | 5,37  | 2,24 | 10 125   |
| Dominguizo                       | 53,94 | 12,54 | 5,39  | 21,57    | 1,60  | 1,02 | 686      |
| Erada                            | 68,06 | 8,73  | 7,14  | 6,15     | 2,58  | 2,58 | 504      |
| Ferro                            | 44,23 | 9,94  | 23,43 | 7,54     | 5,60  | 2,97 | 875      |
| Orjais                           | 49,71 | 18,74 | 11,85 | 6,12     | 3,06  | 3,06 | 523      |
| Paul                             | 53,38 | 8,46  | 6,55  | 15,33    | 11,21 | 1,27 | 946      |
| Peraboa                          | 47,60 | 25,00 | 13,01 | 6,16     | 1,71  | 2,05 | 584      |
| Peso e Vales do Rio              | 34,59 | 35,32 | 12,62 | 6,07     | 4,37  | 1,82 | 824      |
| São Jorge da Beira               | 56,86 | 19,33 | 3,92  | 6,16     | 4,20  | 1,68 | 357      |
| Sobral de São Miguel             | 42,00 | 7,60  | 13,60 | 22,00    | 3,60  | 4,40 | 250      |
| Teixoso e Sarzedo                | 54,10 | 16,52 | 15,21 | 3,70     | 3,98  | 1,79 | 2 512    |
| Tortosendo                       | 39,31 | 15,10 | 16,03 | 10,52    | 13,49 | 1,73 | 3 231    |
| Unhais da Serra                  | 57,90 | 27,74 | 2,41  | 2,53     | 2,05  | 1,93 | 829      |
| Vale Formoso e Aldeia do Souto   | 22,16 | 30,34 | 4,99  | 29,54    | 2,00  | 2,20 | 501      |
| Verdelhos                        | 33,02 | 7,60  | 3,80  | 32,54    | 4,75  | 6,89 | 421      |
| Covilhã                          | 46,41 | 18,16 | 15,10 | 7,37     | 6,21  | 2,18 | 28 955   |

#### Assembleia Municipal
| Partido                 | Partido                        | Votos  | %               | +/-  | Deputados | +/-     |
| ----------------------- | ------------------------------ | ------ | --------------- | ---- | --------- | ------- |
|                         | Partido Socialista             | 12 790 | 44,18 / 100,00  | 5,57 | 11 / 22   | 1       |
|                         | De Novo Covilhã, Carlos Pinto  | 5 051  | 17,45 / 100,00  | Novo | 4 / 22    | Novo    |
|                         | CDS – Partido Popular          | 3 689  | 12,74 / 100,00  | -    | 3 / 22    | -       |
|                         | PSD-PPM                        | 2 535  | 8,76 / 100,00   | -    | 2 / 22    | -       |
|                         | Coligação Democrática Unitária | 2 454  | 8,48 / 100,00   | 3,14 | 2 / 22    | 1       |
|                         | Bloco de Esquerda              | 876    | 3,03 / 100,00   | 0,61 | 0 / 22    | Estável |
| Votos Inválidos         | Votos Inválidos                | 1 557  | 5,38 / 100,00   | 1,99 |           |         |
| Total                   | Total                          | 28 952 | 100,00 / 100,00 |      | 22 / 22   |         |
| Eleitorado/Participação | Eleitorado/Participação        | 46 809 | 61,85 / 100,00  | 4,07 |           |         |

| Freguesia                        | %     | %     | %     | %        | %     | %    | Votantes |
| Freguesia                        | PS    | DNC   | CDS   | PSD- PPM | CDU   | BE   | Votantes |
| -------------------------------- | ----- | ----- | ----- | -------- | ----- | ---- | -------- |
| Aldeia de São Francisco de Assis | 54,04 | 8,84  | 25,76 | 4,29     | 2,78  | 0,51 | 396      |
| Barco e Coutada                  | 46,05 | 27,24 | 2,28  | 9,14     | 5,10  | 2,11 | 569      |
| Boidobra                         | 40,81 | 13,40 | 13,17 | 7,57     | 17,99 | 3,08 | 1 784    |
| Cantar-Galo e Vila do Carvalho   | 54,44 | 16,72 | 7,89  | 5,31     | 8,03  | 2,82 | 2 129    |
| Casegas e Ourondo                | 53,09 | 13,27 | 5,86  | 11,73    | 8,64  | 3,09 | 324      |
| Cortes do Meio                   | 52,32 | 14,58 | 11,66 | 5,32     | 6,52  | 4,12 | 583      |
| Covilhã e Canhoso                | 41,07 | 19,97 | 16,71 | 6,53     | 7,24  | 3,44 | 10 124   |
| Dominguizo                       | 50,87 | 10,35 | 4,66  | 24,34    | 2,48  | 1,90 | 686      |
| Erada                            | 71,83 | 7,54  | 5,75  | 4,56     | 2,98  | 2,18 | 504      |
| Ferro                            | 43,43 | 9,49  | 19,66 | 10,29    | 7,20  | 2,51 | 875      |
| Orjais                           | 45,89 | 17,97 | 12,43 | 7,46     | 4,59  | 3,25 | 523      |
| Paul                             | 49,89 | 6,03  | 4,76  | 15,22    | 18,18 | 1,90 | 946      |
| Peraboa                          | 48,63 | 23,63 | 10,62 | 8,05     | 2,40  | 2,05 | 584      |
| Peso e Vales do Rio              | 33,86 | 33,62 | 10,80 | 7,28     | 5,83  | 2,18 | 824      |
| São Jorge da Beira               | 54,90 | 20,17 | 3,92  | 5,32     | 4,76  | 1,96 | 357      |
| Sobral de São Miguel             | 39,20 | 5,20  | 15,60 | 24,00    | 4,00  | 4,00 | 250      |
| Teixoso e Sarzedo                | 51,67 | 15,64 | 13,57 | 6,29     | 4,82  | 2,51 | 2 512    |
| Tortosendo                       | 35,78 | 14,61 | 13,93 | 10,37    | 17,36 | 3,40 | 3 231    |
| Unhais da Serra                  | 53,80 | 28,11 | 2,65  | 2,77     | 3,98  | 3,02 | 829      |
| Vale Formoso e Aldeia do Souto   | 18,96 | 29,54 | 5,19  | 32,34    | 2,79  | 2,40 | 501      |
| Verdelhos                        | 32,54 | 6,41  | 1,43  | 38,24    | 3,33  | 6,41 | 421      |
| Covilhã                          | 44,18 | 17,45 | 12,74 | 8,76     | 8,48  | 3,03 | 28 952   |

#### Juntas de Freguesia
| Partido                 | Partido                        | Votos  | %               | +/-  | Presidentes | +/-     | Mandatos  | +/-     |
| ----------------------- | ------------------------------ | ------ | --------------- | ---- | ----------- | ------- | --------- | ------- |
|                         | Partido Socialista             | 10 116 | 34,93 / 100,00  | 0,72 | 9 / 21      | 2       | 60 / 169  | 1       |
|                         | Grupo de Cidadãos              | 8 421  | 29,08 / 100,00  | 6,53 | 9 / 21      | 3       | 71 / 169  | 16      |
|                         | Coligação Democrática Unitária | 3 098  | 10,70 / 100,00  | 0,45 | 1 / 21      | Estável | 10 / 169  | 5       |
|                         | CDS – Partido Popular          | 3 040  | 10,50 / 100,00  | -    | 0 / 21      | -       | 10 / 169  | -       |
|                         | PSD-PPM                        | 2 226  | 7,69 / 100,00   | -    | 2 / 21      | -       | 18 / 169  | -       |
|                         | Bloco de Esquerda              | 306    | 1,06 / 100,00   | 0,01 | 0 / 21      | Estável | 0 / 169   | Estável |
| Votos Inválidos         | Votos Inválidos                | 1 750  | 6,05 / 100,00   | 0,43 |             |         |           |         |
| Total                   | Total                          | 28 957 | 100,00 / 100,00 |      | 21 / 21     |         | 169 / 169 | 12      |
| Eleitorado/Participação | Eleitorado/Participação        | 46 809 | 61,86 / 100,00  | 4,08 |             |         |           |         |

| Freguesia                        | Partido Vencedor | Partido Vencedor               | %              | Mandatos |
| -------------------------------- | ---------------- | ------------------------------ | -------------- | -------- |
| Aldeia de São Francisco de Assis |                  | Grupo de Cidadãos              | 57,32 / 100,00 | 4 / 7    |
| Barco e Coutada                  |                  | Grupo de Cidadãos              | 49,91 / 100,00 | 4 / 7    |
| Boidobra                         |                  | Coligação Democrática Unitária | 40,95 / 100,00 | 4 / 9    |
| Cantar-Galo e Vila do Carvalho   |                  | Partido Socialista             | 56,65 / 100,00 | 7 / 9    |
| Casegas e Ourondo                |                  | Grupo de Cidadãos              | 84,26 / 100,00 | 7 / 7    |
| Cortes do Meio                   |                  | Partido Socialista             | 51,11 / 100,00 | 4 / 7    |
| Covilhã e Canhoso                |                  | Partido Socialista             | 40,92 / 100,00 | 6 / 13   |
| Dominguizo                       |                  | Grupo de Cidadãos              | 63,99 / 100,00 | 5 / 7    |
| Erada                            |                  | Partido Socialista             | 71,83 / 100,00 | 5 / 7    |
| Ferro                            |                  | Grupo de Cidadãos              | 47,20 / 100,00 | 5 / 9    |
| Orjais                           |                  | Grupo de Cidadãos              | 64,24 / 100,00 | 5 / 7    |
| Paul                             |                  | Partido Socialista             | 58,14 / 100,00 | 6 / 9    |
| Peraboa                          |                  | Partido Socialista             | 51,37 / 100,00 | 4 / 7    |
| Peso e Vales do Rio              |                  | Grupo de Cidadãos              | 64,56 / 100,00 | 7 / 9    |
| São Jorge da Beira               |                  | Partido Socialista             | 67,23 / 100,00 | 7 / 7    |
| Sobral de São Miguel             |                  | Grupo de Cidadãos              | 48,00 / 100,00 | 4 / 7    |
| Teixoso e Sarzedo                |                  | Partido Socialista             | 33,80 / 100,00 | 4 / 9    |
| Tortosendo                       |                  | Grupo de Cidadãos              | 36,49 / 100,00 | 4 / 9    |
| Unhais da Serra                  |                  | Partido Socialista             | 47,17 / 100,00 | 5 / 9    |
| Vale Formoso e Aldeia do Souto   |                  | PSD-PPM                        | 52,30 / 100,00 | 4 / 7    |
| Verdelhos                        |                  | PSD-PPM                        | 63,18 / 100,00 | 5 / 7    |

### Fundão

#### Câmara Municipal
| Partido                 | Partido                        | Votos  | %               | +/-  | Vereadores | +/-     |
| ----------------------- | ------------------------------ | ------ | --------------- | ---- | ---------- | ------- |
|                         | Partido Social Democrata       | 8 893  | 55,17 / 100,00  | 1,24 | 5 / 7      | Estável |
|                         | Partido Socialista             | 4 641  | 28,79 / 100,00  | 2,78 | 2 / 7      | Estável |
|                         | Coligação Democrática Unitária | 1 079  | 6,69 / 100,00   | 0,77 | 0 / 7      | Estável |
|                         | CDS – Partido Popular          | 568    | 3,52 / 100,00   | 0,61 | 0 / 7      | Estável |
| Votos Inválidos         | Votos Inválidos                | 939    | 5,82 / 100,00   | 1,78 |            |         |
| Total                   | Total                          | 16 120 | 100,00 / 100,00 |      | 7 / 7      |         |
| Eleitorado/Participação | Eleitorado/Participação        | 27 116 | 59,45 / 100,00  | 4,46 |            |         |

| Freguesia                           | %     | %     | %     | %     | Votantes |
| Freguesia                           | PSD   | PS    | CDU   | CDS   | Votantes |
| ----------------------------------- | ----- | ----- | ----- | ----- | -------- |
| Alcaide                             | 56,40 | 23,89 | 7,14  | 5,17  | 406      |
| Alcaria                             | 48,76 | 35,29 | 4,49  | 3,41  | 646      |
| Alcongosta                          | 58,06 | 34,44 | 4,44  | 1,67  | 360      |
| Alpedrinha                          | 60,72 | 19,72 | 9,55  | 5,01  | 639      |
| Barroca                             | 52,66 | 41,69 | 1,25  | 2,51  | 319      |
| Bogas de Cima                       | 72,55 | 14,22 | 2,45  | 1,96  | 204      |
| Capinha                             | 46,22 | 34,59 | 8,43  | 3,20  | 344      |
| Castelejo                           | 60,23 | 24,19 | 3,95  | 4,19  | 430      |
| Castelo Novo                        | 49,37 | 27,62 | 10,88 | 3,77  | 239      |
| Enxames                             | 52,52 | 32,37 | 5,76  | 2,16  | 278      |
| Fatela                              | 53,17 | 31,48 | 6,08  | 3,97  | 378      |
| Fundão                              | 55,01 | 27,62 | 9,44  | 2,51  | 6 463    |
| Janeiro de Cima e Bogas de Baixo    | 67,97 | 21,01 | 2,49  | 5,34  | 281      |
| Lavacolhos                          | 49,61 | 33,07 | 9,45  | 3,15  | 127      |
| Orca                                | 60,42 | 26,85 | 3,01  | 4,40  | 432      |
| Pero Viseu                          | 53,00 | 28,20 | 5,74  | 4,70  | 383      |
| Póvoa de Atalaia e Atalaia do Campo | 64,38 | 24,27 | 1,98  | 3,43  | 758      |
| Silvares                            | 42,59 | 52,26 | 1,72  | 1,25  | 641      |
| Soalheira                           | 53,82 | 17,49 | 4,07  | 16,81 | 589      |
| Souto da Casa                       | 60,82 | 25,19 | 5,04  | 2,43  | 536      |
| Telhado                             | 65,88 | 25,88 | 3,53  | 1,18  | 425      |
| Três Povos                          | 51,45 | 29,18 | 6,24  | 4,23  | 449      |
| Vale de Prazeres e Mata da Rainha   | 46,03 | 37,58 | 5,04  | 3,53  | 793      |
| Fundão                              | 55,17 | 28,79 | 6,69  | 3,52  | 16 120   |

#### Assembleia Municipal
| Partido                 | Partido                        | Votos  | %               | +/-  | Deputados | +/-     |
| ----------------------- | ------------------------------ | ------ | --------------- | ---- | --------- | ------- |
|                         | Partido Social Democrata       | 7 669  | 47,56 / 100,00  | 1,23 | 13 / 24   | 1       |
|                         | Partido Socialista             | 5 088  | 31,55 / 100,00  | 1,95 | 8 / 24    | Estável |
|                         | Coligação Democrática Unitária | 1 222  | 7,58 / 100,00   | 2,03 | 2 / 21    | Estável |
|                         | Bloco de Esquerda              | 1 123  | 6,96 / 100,00   | -    | 1 / 21    | -       |
| Votos Inválidos         | Votos Inválidos                | 1 023  | 6,35 / 100,00   | 2,49 |           |         |
| Total                   | Total                          | 16 125 | 100,00 / 100,00 |      | 24 / 24   |         |
| Eleitorado/Participação | Eleitorado/Participação        | 27 116 | 59,47 / 100,00  | 0,51 |           |         |

| Freguesia                           | %     | %     | %     | %     | Votantes |
| Freguesia                           | PSD   | PS    | CDU   | BE    | Votantes |
| ----------------------------------- | ----- | ----- | ----- | ----- | -------- |
| Alcaide                             | 45,81 | 25,62 | 8,87  | 11,33 | 406      |
| Alcaria                             | 43,12 | 35,55 | 5,10  | 8,96  | 647      |
| Alcongosta                          | 51,39 | 37,22 | 5,56  | 4,17  | 360      |
| Alpedrinha                          | 59,94 | 23,79 | 9,55  | 2,35  | 639      |
| Barroca                             | 45,94 | 45,94 | 2,81  | 2,50  | 320      |
| Bogas de Cima                       | 71,57 | 15,20 | 2,45  | 2,45  | 204      |
| Capinha                             | 40,99 | 33,14 | 11,92 | 5,52  | 344      |
| Castelejo                           | 52,56 | 28,84 | 4,65  | 6,05  | 430      |
| Castelo Novo                        | 50,63 | 27,20 | 8,37  | 5,86  | 239      |
| Enxames                             | 43,88 | 34,53 | 3,96  | 9,35  | 278      |
| Fatela                              | 37,83 | 31,48 | 7,67  | 17,72 | 378      |
| Fundão                              | 41,88 | 32,04 | 10,69 | 9,72  | 6 464    |
| Janeiro de Cima e Bogas de Baixo    | 66,55 | 22,78 | 1,42  | 2,14  | 281      |
| Lavacolhos                          | 39,37 | 41,73 | 9,45  | 1,57  | 127      |
| Orca                                | 58,56 | 28,84 | 2,31  | 3,47  | 432      |
| Pero Viseu                          | 45,69 | 30,03 | 7,31  | 8,36  | 383      |
| Póvoa de Atalaia e Atalaia do Campo | 63,46 | 25,07 | 3,43  | 2,11  | 758      |
| Silvares                            | 42,75 | 50,39 | 1,72  | 2,50  | 641      |
| Soalheira                           | 59,05 | 22,17 | 3,89  | 4,57  | 591      |
| Souto da Casa                       | 55,41 | 29,48 | 5,41  | 5,04  | 536      |
| Telhado                             | 66,35 | 23,76 | 2,35  | 3,06  | 425      |
| Três Povos                          | 43,65 | 31,63 | 7,57  | 4,68  | 449      |
| Vale de Prazeres e Mata da Rainha   | 42,75 | 37,70 | 7,44  | 2,65  | 793      |
| Fundão                              | 47,56 | 31,55 | 7,58  | 6,96  | 16 125   |

#### Juntas de Freguesia
| Partido                 | Partido                        | Votos  | %               | +/-  | Presidentes | +/-     | Mandatos  | +/-     |
| ----------------------- | ------------------------------ | ------ | --------------- | ---- | ----------- | ------- | --------- | ------- |
|                         | Grupo de Cidadãos              | 6 545  | 40,60 / 100,00  | 5,21 | 11 / 23     | 2       | 78 / 177  | 15      |
|                         | Partido Socialista             | 4 765  | 29,56 / 100,00  | 5,49 | 4 / 23      | 2       | 43 / 177  | 7       |
|                         | Partido Social Democrata       | 2 859  | 17,73 / 100,00  | 5,07 | 8 / 23      | 3       | 52 / 177  | 20      |
|                         | Coligação Democrática Unitária | 639    | 3,96 / 100,00   | 0,63 | 0 / 23      | Estável | 1 / 177   | 2       |
|                         | CDS – Partido Popular          | 238    | 1,48 / 100,00   | 0,22 | 0 / 23      | 1       | 3 / 177   | Estável |
| Votos Inválidos         | Votos Inválidos                | 1 075  | 6,67 / 100,00   | 5,22 |             |         |           |         |
| Total                   | Total                          | 16 121 | 100,00 / 100,00 |      | 23 / 23     |         | 177 / 177 |         |
| Eleitorado/Participação | Eleitorado/Participação        | 27 116 | 59,45 / 100,00  | 0,53 |             |         |           |         |

| Freguesia                           | Partido Vencedor | Partido Vencedor         | %              | Mandatos |
| ----------------------------------- | ---------------- | ------------------------ | -------------- | -------- |
| Alcaide                             |                  | Grupo de Cidadãos        | 74,14 / 100,00 | 6 / 7    |
| Alcaria                             |                  | Grupo de Cidadãos        | 65,63 / 100,00 | 6 / 9    |
| Alcongosta                          |                  | Partido Socialista       | 50,28 / 100,00 | 4 / 7    |
| Alpedrinha                          |                  | Partido Social Democrata | 44,60 / 100,00 | 4 / 7    |
| Barroca                             |                  | Partido Socialista       | 54,23 / 100,00 | 4 / 7    |
| Bogas de Cima                       |                  | Partido Social Democrata | 85,78 / 100,00 | 7 / 7    |
| Capinha                             |                  | Grupo de Cidadãos        | 67,44 / 100,00 | 5 / 7    |
| Castelejo                           |                  | Grupo de Cidadãos        | 69,30 / 100,00 | 5 / 7    |
| Castelo Novo                        |                  | Grupo de Cidadãos        | 61,51 / 100,00 | 5 / 7    |
| Enxames                             |                  | Grupo de Cidadãos        | 80,22 / 100,00 | 7 / 7    |
| Fatela                              |                  | Grupo de Cidadãos        | 49,74 / 100,00 | 4 / 7    |
| Fundão                              |                  | Grupo de Cidadãos        | 43,09 / 100,00 | 6 / 13   |
| Janeiro de Cima e Bogas de Baixo    |                  | Partido Social Democrata | 86,48 / 100,00 | 7 / 7    |
| Lavacolhos                          |                  | Partido Socialista       | 81,10 / 100,00 | 7 / 7    |
| Orca                                |                  | Partido Social Democrata | 59,03 / 100,00 | 5 / 7    |
| Pero Viseu                          |                  | Grupo de Cidadãos        | 90,08 / 100,00 | 7 / 7    |
| Póvoa de Atalaia e Atalaia do Campo |                  | Partido Social Democrata | 70,58 / 100,00 | 7 / 9    |
| Silvares                            |                  | Partido Socialista       | 53,35 / 100,00 | 5 / 9    |
| Soalheira                           |                  | Partido Social Democrata | 41,19 / 100,00 | 3 / 7    |
| Souto da Casa                       |                  | Partido Social Democrata | 59,51 / 100,00 | 5 / 7    |
| Telhado                             |                  | Partido Social Democrata | 69,65 / 100,00 | 5 / 7    |
| Três Povos                          |                  | Grupo de Cidadãos        | 77,51 / 100,00 | 9 / 9    |
| Vale de Prazeres e Mata da Rainha   |                  | Grupo de Cidadãos        | 58,13 / 100,00 | 6 / 9    |

### Idanha-a-Nova

#### Câmara Municipal
| Partido                 | Partido                        | Votos | %               | +/-  | Vereadores | +/-     |
| ----------------------- | ------------------------------ | ----- | --------------- | ---- | ---------- | ------- |
|                         | Partido Socialista             | 3 163 | 61,81 / 100,00  | 2,33 | 4 / 5      | Estável |
|                         | PSD-CDS                        | 1 070 | 20,91 / 100,00  | -    | 1 / 5      | -       |
|                         | Coligação Democrática Unitária | 395   | 7,72 / 100,00   | 2,35 | 0 / 5      | Estável |
| Votos Inválidos         | Votos Inválidos                | 489   | 9,55 / 100,00   | 1,83 |            |         |
| Total                   | Total                          | 5 117 | 100,00 / 100,00 |      | 5 / 5      |         |
| Eleitorado/Participação | Eleitorado/Participação        | 8 729 | 58,62 / 100,00  | 6,99 |            |         |

| Freguesia                           | %     | %        | %     | Votantes |
| Freguesia                           | PS    | PSD- CDS | CDU   | Votantes |
| ----------------------------------- | ----- | -------- | ----- | -------- |
| Aldeia de Santa Margarida           | 59,24 | 24,20    | 5,73  | 157      |
| Idanha-a-Nova e Alcafozes           | 51,32 | 23,15    | 15,16 | 1 214    |
| Ladoeiro                            | 60,50 | 22,52    | 4,87  | 595      |
| Medelim                             | 65,96 | 26,95    | 2,13  | 141      |
| Monfortinho e Salvaterra do Extremo | 60,43 | 33,65    | 0,71  | 422      |
| Monsanto e Idanha-a-Velha           | 67,58 | 17,96    | 5,99  | 401      |
| Oledo                               | 61,68 | 16,62    | 7,94  | 214      |
| Penha Garcia                        | 77,19 | 11,51    | 2,35  | 469      |
| Proença-a-Velha                     | 56,88 | 24,77    | 8,26  | 109      |
| Rosmaninhal                         | 65,86 | 20,85    | 2,72  | 331      |
| São Miguel de Acha                  | 59,15 | 23,87    | 6,90  | 377      |
| Toulões                             | 76,47 | 9,56     | 2,94  | 136      |
| Zebreira e Segura                   | 66,61 | 13,79    | 12,16 | 551      |
| Idanha-a-Nova                       | 61,81 | 20,91    | 7,72  | 5 117    |

#### Assembleia Municipal
| Partido                 | Partido                        | Votos | %               | +/-  | Deputados | +/-     |
| ----------------------- | ------------------------------ | ----- | --------------- | ---- | --------- | ------- |
|                         | Partido Socialista             | 3 080 | 60,20 / 100,00  | 1,49 | 11 / 15   | Estável |
|                         | PSD-CDS                        | 1 109 | 21,68 / 100,00  | -    | 3 / 15    | -       |
|                         | Coligação Democrática Unitária | 447   | 8,74 / 100,00   | 1,06 | 1 / 15    | Estável |
| Votos Inválidos         | Votos Inválidos                | 480   | 9,39 / 100,00   | 0,66 |           |         |
| Total                   | Total                          | 5 116 | 100,00 / 100,00 |      | 15 / 15   |         |
| Eleitorado/Participação | Eleitorado/Participação        | 8 729 | 58,61 / 100,00  | 6,99 |           |         |

| Freguesia                           | %     | %        | %     | Votantes |
| Freguesia                           | PS    | PSD- CDS | CDU   | Votantes |
| ----------------------------------- | ----- | -------- | ----- | -------- |
| Aldeia de Santa Margarida           | 56,69 | 26,75    | 6,37  | 157      |
| Idanha-a-Nova e Alcafozes           | 54,49 | 21,76    | 15,33 | 1 213    |
| Ladoeiro                            | 56,47 | 25,55    | 4,71  | 595      |
| Medelim                             | 60,28 | 29,79    | 1,42  | 141      |
| Monfortinho e Salvaterra do Extremo | 56,97 | 31,91    | 5,91  | 423      |
| Monsanto e Idanha-a-Velha           | 64,84 | 19,95    | 5,99  | 401      |
| Oledo                               | 61,97 | 17,84    | 4,69  | 213      |
| Penha Garcia                        | 74,20 | 13,01    | 3,62  | 469      |
| Proença-a-Velha                     | 55,05 | 24,77    | 9,17  | 109      |
| Rosmaninhal                         | 64,95 | 22,96    | 3,32  | 331      |
| São Miguel de Acha                  | 58,36 | 23,08    | 7,43  | 377      |
| Toulões                             | 76,47 | 8,82     | 4,41  | 136      |
| Zebreira e Segura                   | 59,71 | 16,88    | 16,33 | 551      |
| Idanha-a-Nova                       | 60,20 | 21,68    | 8,74  | 5 116    |

#### Juntas de Freguesia
| Partido                 | Partido                        | Votos | %               | +/-  | Presidentes | +/-     | Mandatos | +/- |
| ----------------------- | ------------------------------ | ----- | --------------- | ---- | ----------- | ------- | -------- | --- |
|                         | Partido Socialista             | 3 383 | 66,11 / 100,00  | 7,20 | 12 / 13     | Estável | 82 / 97  | 10  |
|                         | PSD-CDS                        | 448   | 8,76 / 100,00   | -    | 0 / 13      | -       | 6 / 97   | -   |
|                         | Coligação Democrática Unitária | 382   | 7,47 / 100,00   | 3,56 | 0 / 13      | Estável | 4 / 97   | 3   |
|                         | Grupo de Cidadãos              | 238   | 4,65 / 100,00   | 3,53 | 1 / 13      | Estável | 5 / 97   | 3   |
| Votos Inválidos         | Votos Inválidos                | 666   | 13,02 / 100,00  | 5,34 |             |         |          |     |
| Total                   | Total                          | 5 117 | 100,00 / 100,00 |      | 13 / 13     |         | 97 / 97  |     |
| Eleitorado/Participação | Eleitorado/Participação        | 8 729 | 58,62 / 100,00  | 7,02 |             |         |          |     |

| Freguesia                           | Partido Vencedor | Partido Vencedor   | %              | Mandatos |
| ----------------------------------- | ---------------- | ------------------ | -------------- | -------- |
| Aldeia de Santa Margarida           |                  | Partido Socialista | 83,44 / 100,00 | 7 / 7    |
| Idanha-a-Nova e Alcafozes           |                  | Partido Socialista | 61,34 / 100,00 | 7 / 9    |
| Ladoeiro                            |                  | Partido Socialista | 68,24 / 100,00 | 9 / 9    |
| Medelim                             |                  | Partido Socialista | 68,09 / 100,00 | 7 / 7    |
| Monfortinho e Salvaterra do Extremo |                  | Partido Socialista | 55,56 / 100,00 | 4 / 7    |
| Monsanto e Idanha-a-Velha           |                  | Partido Socialista | 72,07 / 100,00 | 6 / 7    |
| Oledo                               |                  | Partido Socialista | 77,10 / 100,00 | 7 / 7    |
| Penha Garcia                        |                  | Partido Socialista | 90,62 / 100,00 | 7 / 7    |
| Proença-a-Velha                     |                  | Partido Socialista | 77,98 / 100,00 | 7 / 7    |
| Rosmaninhal                         |                  | Partido Socialista | 69,79 / 100,00 | 5 / 7    |
| São Miguel de Acha                  |                  | Grupo de Cidadãos  | 63,13 / 100,00 | 5 / 7    |
| Toulões                             |                  | Partido Socialista | 85,29 / 100,00 | 7 / 7    |
| Zebreira e Segura                   |                  | Partido Socialista | 62,61 / 100,00 | 7 / 9    |

### Oleiros

#### Câmara Municipal
| Partido                 | Partido                          | Votos | %               | +/-  | Vereadores | +/-     |
| ----------------------- | -------------------------------- | ----- | --------------- | ---- | ---------- | ------- |
|                         | Partido Social Democrata         | 2 133 | 58,39 / 100,00  | 5,98 | 3 / 5      | Estável |
|                         | Nós, Cidadãos! (Apoiado pelo PS) | 1 302 | 35,64 / 100,00  | Novo | 2 / 5      | Novo    |
|                         | Coligação Democrática Unitária   | 66    | 1,81 / 100,00   | 0,45 | 0 / 5      | Estável |
| Votos Inválidos         | Votos Inválidos                  | 152   | 4,16 / 100,00   | 1,54 |            |         |
| Total                   | Total                            | 3 653 | 100,00 / 100,00 |      | 5 / 5      |         |
| Eleitorado/Participação | Eleitorado/Participação          | 5 057 | 72,24 / 100,00  | 0,62 |            |         |

| Freguesia                | %     | %     | %    | Votantes |
| Freguesia                | PSD   | NC    | CDU  | Votantes |
| ------------------------ | ----- | ----- | ---- | -------- |
| Álvaro                   | 83,61 | 12,30 | 0,82 | 122      |
| Cambas                   | 62,90 | 31,18 | 2,69 | 186      |
| Estreito - Vilar Barroco | 61,40 | 32,19 | 1,57 | 702      |
| Isna                     | 67,97 | 25,49 | 1,31 | 153      |
| Madeirã                  | 50,74 | 47,79 | 0,74 | 136      |
| Mosteiro                 | 60,45 | 35,00 | 1,36 | 220      |
| Oleiros - Amieira        | 49,34 | 45,23 | 1,72 | 1 510    |
| Orvalho                  | 66,57 | 22,59 | 4,52 | 332      |
| Sarnadas de São Simão    | 78,06 | 14,84 | 1,29 | 155      |
| Sobral                   | 65,69 | 29,93 | 0    | 137      |
| Oleiros                  | 58,39 | 35,64 | 1,81 | 3 653    |

#### Assembleia Municipal
| Partido                 | Partido                        | Votos | %               | +/-  | Deputados | +/-     |
| ----------------------- | ------------------------------ | ----- | --------------- | ---- | --------- | ------- |
|                         | Partido Social Democrata       | 2 074 | 56,76 / 100,00  | 4,15 | 9 / 15    | Estável |
|                         | Nós, Cidadãos!                 | 1 320 | 36,12 / 100,00  | Novo | 6 / 15    | Novo    |
|                         | Coligação Democrática Unitária | 80    | 2,19 / 100,00   | 0,78 | 0 / 15    | Estável |
| Votos Inválidos         | Votos Inválidos                | 180   | 4,92 / 100,00   | 0,42 |           |         |
| Total                   | Total                          | 3 654 | 100,00 / 100,00 |      | 15 / 15   |         |
| Eleitorado/Participação | Eleitorado/Participação        | 5 057 | 72,26 / 100,00  | 0,64 |           |         |

| Freguesia                | %     | %     | %    | Votantes |
| Freguesia                | PSD   | NC    | CDU  | Votantes |
| ------------------------ | ----- | ----- | ---- | -------- |
| Álvaro                   | 82,79 | 14,75 | 0,82 | 122      |
| Cambas                   | 66,13 | 29,03 | 2,15 | 186      |
| Estreito - Vilar Barroco | 60,68 | 31,34 | 2,99 | 702      |
| Isna                     | 70,59 | 20,92 | 2,61 | 153      |
| Madeirã                  | 50,00 | 47,79 | 0,74 | 136      |
| Mosteiro                 | 57,73 | 37,27 | 0,45 | 220      |
| Oleiros - Amieira        | 46,23 | 47,02 | 1,66 | 1 510    |
| Orvalho                  | 63,55 | 23,19 | 6,63 | 332      |
| Sarnadas de São Simão    | 78,85 | 15,38 | 0,64 | 156      |
| Sobral                   | 64,96 | 27,74 | 0    | 137      |
| Oleiros                  | 56,76 | 36,12 | 2,19 | 3 654    |

#### Juntas de Freguesia
| Partido                 | Partido                        | Votos | %               | +/-   | Presidentes | +/-     | Mandatos | +/-     |
| ----------------------- | ------------------------------ | ----- | --------------- | ----- | ----------- | ------- | -------- | ------- |
|                         | Partido Social Democrata       | 1 793 | 49,08 / 100,00  | 3,70  | 8 / 10      | 1       | 44 / 72  | Estável |
|                         | Nós, Cidadãos!                 | 1 321 | 36,16 / 100,00  | Novo  | 1 / 10      | Novo    | 19 / 72  | Novo    |
|                         | Grupo de Cidadãos              | 231   | 6,32 / 100,00   | 38,43 | 1 / 10      | 1       | 6 / 72   | 23      |
|                         | Coligação Democrática Unitária | 73    | 2,00 / 100,00   | 0,79  | 0 / 10      | Estável | 1 / 72   | Estável |
|                         | CDS – Partido Popular          | 37    | 1,01 / 100,00   | -     | 0 / 10      | -       | 2 / 72   | -       |
| Votos Inválidos         | Votos Inválidos                | 198   | 5,42 / 100,00   | 3,24  |             |         |          |         |
| Total                   | Total                          | 3 653 | 100,00 / 100,00 |       | 10 / 10     |         | 72 / 72  | 2       |
| Eleitorado/Participação | Eleitorado/Participação        | 5 057 | 72,24 / 100,00  | 0,62  |             |         |          |         |

| Freguesia                | Partido Vencedor | Partido Vencedor         | %              | Mandatos |
| ------------------------ | ---------------- | ------------------------ | -------------- | -------- |
| Álvaro                   |                  | Partido Social Democrata | 89,34 / 100,00 | 7 / 7    |
| Cambas                   |                  | Partido Social Democrata | 69,35 / 100,00 | 5 / 7    |
| Estreito - Vilar Barroco |                  | Partido Social Democrata | 58,92 / 100,00 | 4 / 7    |
| Isna                     |                  | Partido Social Democrata | 59,48 / 100,00 | 4 / 7    |
| Madeirã                  |                  | Partido Social Democrata | 50,74 / 100,00 | 4 / 7    |
| Mosteiro                 |                  | Partido Social Democrata | 60,45 / 100,00 | 5 / 7    |
| Oleiros - Amieira        |                  | Nós, Cidadãos!           | 52,85 / 100,00 | 5 / 9    |
| Orvalho                  |                  | Grupo de Cidadãos        | 69,58 / 100,00 | 6 / 7    |
| Sarnadas de São Simão    |                  | Partido Social Democrata | 82,05 / 100,00 | 6 / 7    |
| Sobral                   |                  | Partido Social Democrata | 66,42 / 100,00 | 5 / 7    |

### Penamacor

#### Câmara Municipal
| Partido                 | Partido                                             | Votos | %               | +/-   | Vereadores | +/-     |
| ----------------------- | --------------------------------------------------- | ----- | --------------- | ----- | ---------- | ------- |
|                         | Partido Socialista                                  | 2 345 | 65,41 / 100,00  | 11,97 | 4 / 5      | 1       |
|                         | Penamacor, Um concelho no coração (apoiado por PSD) | 974   | 27,17 / 100,00  | Novo  | 1 / 5      | Novo    |
|                         | CDS – Partido Popular                               | 59    | 1,65 / 100,00   | 7,30  | 0 / 5      | Estável |
|                         | Coligação Democrática Unitária                      | 33    | 0,92 / 100,00   | 1,11  | 0 / 5      | Estável |
| Votos Inválidos         | Votos Inválidos                                     | 174   | 4,86 / 100,00   | 0,65  |            |         |
| Total                   | Total                                               | 3 585 | 100,00 / 100,00 |       | 5 / 5      |         |
| Eleitorado/Participação | Eleitorado/Participação                             | 4 842 | 74,04 / 100,00  | 5,98  |            |         |

| Freguesia                                     | %     | %     | %    | %    | Votantes |
| Freguesia                                     | PS    | PEN   | CDS  | CDU  | Votantes |
| --------------------------------------------- | ----- | ----- | ---- | ---- | -------- |
| Aldeia do Bispo, Águas e Aldeia de João Pires | 69,75 | 19,82 | 3,58 | 1,64 | 671      |
| Aranhas                                       | 60,08 | 33,33 | 1,55 | 0,39 | 258      |
| Benquerença                                   | 81,45 | 12,90 | 0,81 | 0,81 | 372      |
| Meimão                                        | 59,26 | 31,48 | 0,93 | 0,46 | 216      |
| Meimoa                                        | 54,17 | 37,50 | 1,89 | 0,38 | 264      |
| Pedrógão de São Pedro e Bemposta              | 45,04 | 46,06 | 0,51 | 1,27 | 393      |
| Penamacor                                     | 76,10 | 18,54 | 2,04 | 0,54 | 933      |
| Salvador                                      | 55,10 | 36,73 | 0    | 2,04 | 294      |
| Vale da Senhora da Póvoa                      | 53,80 | 42,39 | 0    | 0    | 184      |
| Penamacor                                     | 65,41 | 27,17 | 1,65 | 0,92 | 3 585    |

#### Assembleia Municipal
| Partido                 | Partido                                             | Votos | %               | +/-   | Deputados | +/-     |
| ----------------------- | --------------------------------------------------- | ----- | --------------- | ----- | --------- | ------- |
|                         | Partido Socialista                                  | 2 309 | 64,41 / 100,00  | 12,64 | 11 / 15   | 2       |
|                         | Penamacor, Um concelho no coração (apoiado por PSD) | 1 038 | 28,95 / 100,00  | Novo  | 4 / 15    | Novo    |
|                         | Coligação Democrática Unitária                      | 54    | 1,51 / 100,00   | 0,86  | 0 / 15    | Estável |
| Votos Inválidos         | Votos Inválidos                                     | 184   | 5,13 / 100,00   | 1,06  |           |         |
| Total                   | Total                                               | 3 585 | 100,00 / 100,00 |       | 15 / 15   |         |
| Eleitorado/Participação | Eleitorado/Participação                             | 4 842 | 74,04 / 100,00  | 6,00  |           |         |

| Freguesia                                     | %     | %     | %    | Votantes |
| Freguesia                                     | PS    | PEN   | CDU  | Votantes |
| --------------------------------------------- | ----- | ----- | ---- | -------- |
| Aldeia do Bispo, Águas e Aldeia de João Pires | 69,30 | 21,16 | 3,13 | 671      |
| Aranhas                                       | 60,47 | 35,27 | 0,78 | 258      |
| Benquerença                                   | 81,18 | 13,98 | 1,08 | 372      |
| Meimão                                        | 59,72 | 32,87 | 0    | 216      |
| Meimoa                                        | 51,89 | 40,91 | 1,89 | 264      |
| Pedrógão de São Pedro e Bemposta              | 44,33 | 47,84 | 1,02 | 393      |
| Penamacor                                     | 73,10 | 21,54 | 1,18 | 933      |
| Salvador                                      | 55,10 | 36,73 | 2,04 | 294      |
| Vale da Senhora da Póvoa                      | 54,89 | 41,85 | 0,54 | 184      |
| Penamacor                                     | 64,41 | 28,95 | 1,51 | 3 585    |

#### Juntas de Freguesia
| Partido                 | Partido                        | Votos | %               | +/-  | Presidentes | +/-     | Mandatos | +/-     |
| ----------------------- | ------------------------------ | ----- | --------------- | ---- | ----------- | ------- | -------- | ------- |
|                         | Partido Socialista             | 2 181 | 60,84 / 100,00  | 7,81 | 8 / 9       | Estável | 41 / 65  | Estável |
|                         | Grupo de Cidadãos              | 1 192 | 33,25 / 100,00  | -    | 1 / 9       | -       | 24 / 65  | -       |
|                         | Coligação Democrática Unitária | 34    | 0,95 / 100,00   | 0,13 | 0 / 9       | Estável | 0 / 65   | Estável |
| Votos Inválidos         | Votos Inválidos                | 178   | 4,96 / 100,00   | 0,89 |             |         |          |         |
| Total                   | Total                          | 3 585 | 100,00 / 100,00 |      | 9 / 9       |         | 65 / 65  | 2       |
| Eleitorado/Participação | Eleitorado/Participação        | 4 842 | 74,04 / 100,00  | 5,98 |             |         |          |         |

| Freguesia                                     | Partido Vencedor | Partido Vencedor   | %              | Mandatos |
| --------------------------------------------- | ---------------- | ------------------ | -------------- | -------- |
| Aldeia do Bispo, Águas e Aldeia de João Pires |                  | Partido Socialista | 73,62 / 100,00 | 6 / 7    |
| Aranhas                                       |                  | Partido Socialista | 56,98 / 100,00 | 4 / 7    |
| Benquerença                                   |                  | Partido Socialista | 76,61 / 100,00 | 6 / 7    |
| Meimão                                        |                  | Partido Socialista | 56,02 / 100,00 | 4 / 7    |
| Meimoa                                        |                  | Partido Socialista | 48,86 / 100,00 | 4 / 7    |
| Pedrógão de São Pedro e Bemposta              |                  | Grupo de Cidadãos  | 51,15 / 100,00 | 4 / 7    |
| Penamacor                                     |                  | Partido Socialista | 62,92 / 100,00 | 6 / 9    |
| Salvador                                      |                  | Partido Socialista | 56,80 / 100,00 | 4 / 7    |
| Vale da Senhora da Póvoa                      |                  | Partido Socialista | 53,26 / 100,00 | 4 / 7    |

### Proença-a-Nova

#### Câmara Municipal
| Partido                 | Partido                        | Votos | %               | +/-  | Vereadores | +/-     |
| ----------------------- | ------------------------------ | ----- | --------------- | ---- | ---------- | ------- |
|                         | Partido Socialista             | 3 712 | 74,28 / 100,00  | 1,51 | 4 / 5      | Estável |
|                         | Partido Social Democrata       | 1 015 | 20,31 / 100,00  | 1,23 | 1 / 5      | Estável |
|                         | Coligação Democrática Unitária | 71    | 1,42 / 100,00   | 0,53 | 0 / 5      | Estável |
| Votos Inválidos         | Votos Inválidos                | 199   | 3,98 / 100,00   | 2,23 |            |         |
| Total                   | Total                          | 4 997 | 100,00 / 100,00 |      | 5 / 5      |         |
| Eleitorado/Participação | Eleitorado/Participação        | 7 405 | 67,48 / 100,00  | 2,98 |            |         |

| Freguesia                          | %     | %     | %    | Votantes |
| Freguesia                          | PS    | PSD   | CDU  | Votantes |
| ---------------------------------- | ----- | ----- | ---- | -------- |
| Montes da Senhora                  | 58,37 | 33,48 | 2,42 | 454      |
| Proença-a-Nova e Peral             | 73,28 | 21,69 | 1,11 | 2 979    |
| São Pedro do Esteval               | 77,41 | 14,33 | 3,58 | 363      |
| Sobreira Formosa e Alvito da Beira | 81,85 | 13,74 | 1,17 | 1 201    |
| Proença-a-Nova                     | 74,28 | 20,31 | 1,42 | 4 997    |

#### Assembleia Municipal
| Partido                 | Partido                        | Votos | %               | +/-   | Deputados | +/-     |
| ----------------------- | ------------------------------ | ----- | --------------- | ----- | --------- | ------- |
|                         | Partido Socialista             | 3 436 | 68,76 / 100,00  | 10,03 | 11 / 15   | Estável |
|                         | Partido Social Democrata       | 1 176 | 23,53 / 100,00  | 2,27  | 4 / 15    | 1       |
|                         | Coligação Democrática Unitária | 108   | 2,16 / 100,00   | 0,15  | 0 / 15    | Estável |
| Votos Inválidos         | Votos Inválidos                | 267   | 5,54 / 100,00   | 2,11  |           |         |
| Total                   | Total                          | 4 997 | 100,00 / 100,00 |       | 15 / 15   |         |
| Eleitorado/Participação | Eleitorado/Participação        | 7 405 | 67,48 / 100,00  | 2,98  |           |         |

| Freguesia                          | %     | %     | %    | Votantes |
| Freguesia                          | PS    | PSD   | CDU  | Votantes |
| ---------------------------------- | ----- | ----- | ---- | -------- |
| Montes da Senhora                  | 50,88 | 36,56 | 3,08 | 454      |
| Proença-a-Nova e Peral             | 67,64 | 24,29 | 1,75 | 2 979    |
| São Pedro do Esteval               | 73,00 | 15,98 | 5,79 | 363      |
| Sobreira Formosa e Alvito da Beira | 77,02 | 17,40 | 1,75 | 1 201    |
| Proença-a-Nova                     | 68,76 | 23,53 | 2,16 | 4 997    |

#### Juntas de Freguesia
| Partido                 | Partido                        | Votos | %               | +/-   | Presidentes | +/-     | Mandatos | +/-     |
| ----------------------- | ------------------------------ | ----- | --------------- | ----- | ----------- | ------- | -------- | ------- |
|                         | Partido Socialista             | 3 339 | 66,81 / 100,00  | 15,26 | 3 / 4       | Estável | 23 / 32  | 4       |
|                         | Partido Social Democrata       | 1 352 | 27,05 / 100,00  | 3,90  | 1 / 4       | Estável | 9 / 32   | 1       |
|                         | Coligação Democrática Unitária | 93    | 1,86 / 100,00   | 0,59  | 0 / 4       | Estável | 0 / 32   | Estável |
| Votos Inválidos         | Votos Inválidos                | 214   | 4,28 / 100,00   | 1,30  |             |         |          |         |
| Total                   | Total                          | 4 998 | 100,00 / 100,00 |       | 4 / 4       |         | 32 / 32  |         |
| Eleitorado/Participação | Eleitorado/Participação        | 7 405 | 67,49 / 100,00  | 2,99  |             |         |          |         |

| Freguesia                          | Partido Vencedor | Partido Vencedor         | %              | Mandatos |
| ---------------------------------- | ---------------- | ------------------------ | -------------- | -------- |
| Montes da Senhora                  |                  | Partido Social Democrata | 51,54 / 100,00 | 4 / 7    |
| Proença-a-Nova e Peral             |                  | Partido Socialista       | 65,54 / 100,00 | 6 / 9    |
| São Pedro do Esteval               |                  | Partido Socialista       | 77,69 / 100,00 | 6 / 7    |
| Sobreira Formosa e Alvito da Beira |                  | Partido Socialista       | 77,52 / 100,00 | 8 / 9    |

### Sertã

#### Câmara Municipal
| Partido                 | Partido                        | Votos  | %               | +/-  | Vereadores | +/-     |
| ----------------------- | ------------------------------ | ------ | --------------- | ---- | ---------- | ------- |
|                         | Partido Social Democrata       | 5 331  | 58,43 / 100,00  | 3,18 | 5 / 7      | Estável |
|                         | Partido Socialista             | 3 054  | 33,47 / 100,00  | 8,49 | 2 / 7      | Estável |
|                         | CDS – Partido Popular          | 203    | 2,22 / 100,00   | 1,88 | 0 / 7      | Estável |
|                         | Coligação Democrática Unitária | 114    | 1,25 / 100,00   | 0,25 | 0 / 7      | Estável |
| Votos Inválidos         | Votos Inválidos                | 422    | 4,63 / 100,00   | 1,48 |            |         |
| Total                   | Total                          | 9 124  | 100,00 / 100,00 |      | 7 / 7      |         |
| Eleitorado/Participação | Eleitorado/Participação        | 13 897 | 65,65 / 100,00  | 2,42 |            |         |

| Freguesia                                 | %     | %     | %    | %    | Votantes |
| Freguesia                                 | PSD   | PS    | CDS  | CDU  | Votantes |
| ----------------------------------------- | ----- | ----- | ---- | ---- | -------- |
| Cabeçudo                                  | 53,60 | 39,75 | 1,62 | 1,26 | 556      |
| Carvalhal                                 | 61,31 | 29,56 | 1,09 | 1,09 | 274      |
| Castelo                                   | 56,67 | 37,67 | 1,33 | 0,83 | 600      |
| Cernache do Bonjardim, Nesperal e Palhais | 48,95 | 40,52 | 1,32 | 2,73 | 2 051    |
| Cumeada e Marmeleiro                      | 58,47 | 32,86 | 5,04 | 0,60 | 496      |
| Ermida e Figueiredo                       | 76,75 | 12,92 | 6,64 | 0    | 271      |
| Pedrógão Pequeno                          | 55,77 | 36,38 | 2,18 | 0,44 | 459      |
| Sertã                                     | 61,14 | 31,47 | 2,31 | 0,98 | 3 371    |
| Troviscal                                 | 74,72 | 17,98 | 2,25 | 0,56 | 534      |
| Várzea dos Cavaleiros                     | 59,96 | 33,79 | 2,54 | 0,39 | 512      |
| Sertã                                     | 58,43 | 33,47 | 2,22 | 1,25 | 9 124    |

#### Assembleia Municipal
| Partido                 | Partido                        | Votos  | %               | +/-  | Deputados | +/-     |
| ----------------------- | ------------------------------ | ------ | --------------- | ---- | --------- | ------- |
|                         | Partido Social Democrata       | 5 131  | 56,23 / 100,00  | 1,08 | 13 / 21   | 1       |
|                         | Partido Socialista             | 3 006  | 32,94 / 100,00  | 5,33 | 8 / 21    | 2       |
|                         | CDS – Partido Popular          | 313    | 3,43 / 100,00   | 1,09 | 0 / 21    | 1       |
|                         | Coligação Democrática Unitária | 184    | 2,02 / 100,00   | 0,40 | 0 / 21    | Estável |
| Votos Inválidos         | Votos Inválidos                | 491    | 5,38 / 100,00   | 1,18 |           |         |
| Total                   | Total                          | 9 125  | 100,00 / 100,00 |      | 21 / 21   |         |
| Eleitorado/Participação | Eleitorado/Participação        | 13 897 | 65,66 / 100,00  | 2,43 |           |         |

| Freguesia                                 | %     | %     | %     | %    | Votantes |
| Freguesia                                 | PSD   | PS    | CDS   | CDU  | Votantes |
| ----------------------------------------- | ----- | ----- | ----- | ---- | -------- |
| Cabeçudo                                  | 49,64 | 40,47 | 1,80  | 2,34 | 556      |
| Carvalhal                                 | 56,20 | 35,40 | 1,09  | 0,73 | 274      |
| Castelo                                   | 53,67 | 39,17 | 1,33  | 1,50 | 600      |
| Cernache do Bonjardim, Nesperal e Palhais | 48,66 | 38,81 | 2,19  | 3,51 | 2 051    |
| Cumeada e Marmeleiro                      | 53,12 | 32,80 | 8,05  | 1,41 | 497      |
| Ermida e Figueiredo                       | 72,69 | 11,07 | 11,44 | 0,37 | 271      |
| Pedrógão Pequeno                          | 49,67 | 39,87 | 2,18  | 1,53 | 459      |
| Sertã                                     | 59,92 | 29,49 | 3,89  | 1,96 | 3 371    |
| Troviscal                                 | 72,28 | 19,48 | 2,25  | 0,56 | 534      |
| Várzea dos Cavaleiros                     | 55,86 | 34,96 | 4,49  | 0,78 | 512      |
| Sertã                                     | 56,23 | 32,94 | 3,43  | 2,02 | 9 125    |

#### Juntas de Freguesia
| Partido                 | Partido                        | Votos  | %               | +/-  | Presidentes | +/-     | Mandatos | +/-     |
| ----------------------- | ------------------------------ | ------ | --------------- | ---- | ----------- | ------- | -------- | ------- |
|                         | Partido Social Democrata       | 5 044  | 55,28 / 100,00  | 0,08 | 7 / 10      | 2       | 41 / 78  | 1       |
|                         | Partido Socialista             | 3 200  | 35,07 / 100,00  | 5,42 | 2 / 10      | 2       | 30 / 78  | Estável |
|                         | PSD-CDS                        | 221    | 2,42 / 100,00   | 0,05 | 1 / 10      | Estável | 7 / 78   | 1       |
|                         | Coligação Democrática Unitária | 138    | 1,51 / 100,00   | 0,45 | 0 / 10      | Estável | 0 / 78   | Estável |
|                         | CDS – Partido Popular          | 34     | 0,37 / 100,00   | 3,32 | 0 / 10      | Estável | 0 / 78   | 2       |
| Votos Inválidos         | Votos Inválidos                | 488    | 5,35 / 100,00   | 1,07 |             |         |          |         |
| Total                   | Total                          | 9 125  | 100,00 / 100,00 |      | 10 / 10     |         | 78 / 78  | 2       |
| Eleitorado/Participação | Eleitorado/Participação        | 13 897 | 65,66 / 100,00  | 2,43 |             |         |          |         |

| Freguesia                                 | Partido Vencedor | Partido Vencedor         | %              | Mandatos |
| ----------------------------------------- | ---------------- | ------------------------ | -------------- | -------- |
| Cabeçudo                                  |                  | Partido Social Democrata | 52,52 / 100,00 | 4 / 7    |
| Carvalhal                                 |                  | Partido Social Democrata | 57,66 / 100,00 | 4 / 7    |
| Castelo                                   |                  | Partido Social Democrata | 52,33 / 100,00 | 4 / 7    |
| Cernache do Bonjardim, Nesperal e Palhais |                  | Partido Social Democrata | 52,32 / 100,00 | 5 / 9    |
| Cumeada e Marmeleiro                      |                  | Partido Social Democrata | 46,28 / 100,00 | 4 / 7    |
| Ermida e Figueiredo                       |                  | PSD-CDS                  | 81,55 / 100,00 | 7 / 7    |
| Pedrógão Pequeno                          |                  | Partido Socialista       | 58,39 / 100,00 | 4 / 7    |
| Sertã                                     |                  | Partido Social Democrata | 66,42 / 100,00 | 9 / 13   |
| Troviscal                                 |                  | Partido Social Democrata | 62,55 / 100,00 | 5 / 7    |
| Várzea dos Cavaleiros                     |                  | Partido Socialista       | 51,76 / 100,00 | 4 / 7    |

### Vila de Rei

#### Câmara Municipal
| Partido                 | Partido                        | Votos | %               | +/-  | Vereadores | +/-     |
| ----------------------- | ------------------------------ | ----- | --------------- | ---- | ---------- | ------- |
|                         | Partido Social Democrata       | 1 231 | 59,70 / 100,00  | 8,27 | 4 / 5      | 1       |
|                         | Partido Socialista             | 577   | 27,98 / 100,00  | 3,18 | 1 / 5      | 1       |
|                         | CDS – Partido Popular          | 70    | 3,39 / 100,00   | 4,68 | 0 / 5      | Estável |
|                         | Coligação Democrática Unitária | 63    | 3,06 / 100,00   | 0,53 | 0 / 5      | Estável |
| Votos Inválidos         | Votos Inválidos                | 121   | 5,87 / 100,00   | 0,93 |            |         |
| Total                   | Total                          | 2 062 | 100,00 / 100,00 |      | 5 / 5      |         |
| Eleitorado/Participação | Eleitorado/Participação        | 2 787 | 73,99 / 100,00  | 2,17 |            |         |

| Freguesia        | %     | %     | %    | %    | Votantes |
| Freguesia        | PSD   | PS    | CDS  | CDU  | Votantes |
| ---------------- | ----- | ----- | ---- | ---- | -------- |
| Fundada          | 61,48 | 26,79 | 1,67 | 5,26 | 418      |
| São João do Peso | 65,17 | 29,21 | 2,25 | 0    | 89       |
| Vila de Rei      | 58,91 | 28,23 | 3,92 | 2,64 | 1 555    |
| Vila de Rei      | 59,70 | 27,98 | 3,39 | 3,06 | 2 062    |

#### Assembleia Municipal
| Partido                 | Partido                        | Votos | %               | +/-  | Deputados | +/-     |
| ----------------------- | ------------------------------ | ----- | --------------- | ---- | --------- | ------- |
|                         | Partido Social Democrata       | 1 224 | 59,36 / 100,00  | 9,43 | 11 / 15   | 2       |
|                         | Partido Socialista             | 549   | 26,62 / 100,00  | 2,52 | 4 / 15    | 1       |
|                         | CDS – Partido Popular          | 94    | 4,56 / 100,00   | 5,62 | 0 / 15    | 1       |
|                         | Coligação Democrática Unitária | 68    | 3,30 / 100,00   | 0,25 | 0 / 15    | Estável |
| Votos Inválidos         | Votos Inválidos                | 127   | 6,16 / 100,00   | 1,53 |           |         |
| Total                   | Total                          | 2 062 | 100,00 / 100,00 |      | 15 / 15   |         |
| Eleitorado/Participação | Eleitorado/Participação        | 2 787 | 73,99 / 100,00  | 2,17 |           |         |

| Freguesia        | %     | %     | %    | %    | Votantes |
| Freguesia        | PSD   | PS    | CDS  | CDU  | Votantes |
| ---------------- | ----- | ----- | ---- | ---- | -------- |
| Fundada          | 60,05 | 27,03 | 1,67 | 6,22 | 418      |
| São João do Peso | 62,92 | 29,21 | 2,25 | 1,12 | 89       |
| Vila de Rei      | 58,97 | 26,37 | 5,47 | 2,64 | 1 555    |
| Vila de Rei      | 59,36 | 26,62 | 4,56 | 3,30 | 2 062    |

#### Juntas de Freguesia
| Partido                 | Partido                        | Votos | %               | +/-   | Presidentes | +/-     | Mandatos | +/-     |
| ----------------------- | ------------------------------ | ----- | --------------- | ----- | ----------- | ------- | -------- | ------- |
|                         | Partido Social Democrata       | 1 124 | 56,97 / 100,00  | 12,69 | 2 / 2       | Estável | 11 / 16  | 2       |
|                         | Partido Socialista             | 523   | 26,51 / 100,00  | 1,77  | 0 / 2       | Estável | 5 / 16   | Estável |
|                         | CDS – Partido Popular          | 127   | 6,44 / 100,00   | 11,49 | 0 / 2       | Estável | 0 / 16   | 2       |
|                         | Coligação Democrática Unitária | 69    | 3,50 / 100,00   | 0,53  | 0 / 2       | Estável | 0 / 16   | Estável |
| Votos Inválidos         | Votos Inválidos                | 130   | 6,59 / 100,00   | 0,05  |             |         |          |         |
| Total                   | Total                          | 1 973 | 100,00 / 100,00 |       | 2 / 2       |         | 16 / 16  |         |
| Eleitorado/Participação | Eleitorado/Participação        | 2 661 | 74,15 / 100,00  | 2,48  |             |         |          |         |

| Freguesia        | Partido Vencedor     | Partido Vencedor         | %                    | Mandatos             |
| ---------------- | -------------------- | ------------------------ | -------------------- | -------------------- |
| Fundada          |                      | Partido Social Democrata | 56,46 / 100,00       | 5 / 7                |
| São João do Peso | Plenário de Cidadãos | Plenário de Cidadãos     | Plenário de Cidadãos | Plenário de Cidadãos |
| Vila de Rei      |                      | Partido Social Democrata | 57,11 / 100,00       | 6 / 9                |

### Vila Velha de Ródão

#### Câmara Municipal
| Partido                 | Partido                        | Votos | %               | +/-  | Vereadores | +/-     |
| ----------------------- | ------------------------------ | ----- | --------------- | ---- | ---------- | ------- |
|                         | Partido Socialista             | 1 494 | 69,29 / 100,00  | 0,11 | 4 / 5      | Estável |
|                         | PSD-CDS                        | 496   | 23,01 / 100,00  | -    | 1 / 5      | -       |
|                         | Coligação Democrática Unitária | 78    | 3,62 / 100,00   | 0,01 | 0 / 5      | Estável |
| Votos Inválidos         | Votos Inválidos                | 88    | 4,08 / 100,00   | 0,32 |            |         |
| Total                   | Total                          | 2 156 | 100,00 / 100,00 |      | 5 / 5      |         |
| Eleitorado/Participação | Eleitorado/Participação        | 2 932 | 73,53 / 100,00  | 2,11 |            |         |

| Freguesia           | %     | %        | %    | Votantes |
| Freguesia           | PS    | PSD- CDS | CDU  | Votantes |
| ------------------- | ----- | -------- | ---- | -------- |
| Fratel              | 73,87 | 20,80    | 2,40 | 375      |
| Perais              | 63,35 | 28,57    | 2,17 | 322      |
| Sarnadas de Ródão   | 72,70 | 22,41    | 2,30 | 348      |
| Vila Velha de Ródão | 68,41 | 22,32    | 4,86 | 1 111    |
| Vila Velha de Ródão | 69,29 | 23,01    | 3,62 | 2 156    |

#### Assembleia Municipal
| Partido                 | Partido                        | Votos | %               | +/-  | Deputados | +/-     |
| ----------------------- | ------------------------------ | ----- | --------------- | ---- | --------- | ------- |
|                         | Partido Socialista             | 1 422 | 65,96 / 100,00  | 2,52 | 11 / 15   | Estável |
|                         | PSD-CDS                        | 521   | 24,17 / 100,00  | -    | 4 / 15    | -       |
|                         | Coligação Democrática Unitária | 114   | 5,29 / 100,00   | 0,40 | 0 / 15    | Estável |
| Votos Inválidos         | Votos Inválidos                | 99    | 4,59 / 100,00   | 0,74 |           |         |
| Total                   | Total                          | 2 156 | 100,00 / 100,00 |      | 15 / 15   |         |
| Eleitorado/Participação | Eleitorado/Participação        | 2 932 | 73,53 / 100,00  | 2,11 |           |         |

| Freguesia           | %     | %        | %    | Votantes |
| Freguesia           | PS    | PSD- CDS | CDU  | Votantes |
| ------------------- | ----- | -------- | ---- | -------- |
| Fratel              | 69,60 | 21,87    | 4,00 | 375      |
| Perais              | 62,42 | 29,50    | 2,48 | 322      |
| Sarnadas de Ródão   | 68,10 | 25,00    | 3,74 | 348      |
| Vila Velha de Ródão | 65,08 | 23,13    | 7,02 | 1 111    |
| Vila Velha de Ródão | 65,96 | 24,17    | 5,29 | 2 156    |

#### Juntas de Freguesia
| Partido                 | Partido                        | Votos | %               | +/-  | Presidentes | +/-     | Mandatos | +/- |
| ----------------------- | ------------------------------ | ----- | --------------- | ---- | ----------- | ------- | -------- | --- |
|                         | Partido Socialista             | 1 330 | 61,69 / 100,00  | 1,48 | 4 / 4       | Estável | 21 / 30  | 1   |
|                         | PSD-CDS                        | 613   | 28,43 / 100,00  | -    | 0 / 4       | -       | 9 / 30   | -   |
|                         | Coligação Democrática Unitária | 92    | 4,27 / 100,00   | 3,35 | 0 / 4       | Estável |          | 1   |
| Votos Inválidos         | Votos Inválidos                | 121   | 5,62 / 100,00   | 0,02 |             |         |          |     |
| Total                   | Total                          | 2 156 | 100,00 / 100,00 |      | 4 / 4       |         | 30 / 30  |     |
| Eleitorado/Participação | Eleitorado/Participação        | 2 932 | 73,53 / 100,00  | 2,11 |             |         |          |     |

| Freguesia           | Partido Vencedor | Partido Vencedor   | %              | Mandatos |
| ------------------- | ---------------- | ------------------ | -------------- | -------- |
| Fratel              |                  | Partido Socialista | 60,53 / 100,00 | 5 / 7    |
| Perais              |                  | Partido Socialista | 60,87 / 100,00 | 5 / 7    |
| Sarnadas de Ródão   |                  | Partido Socialista | 66,38 / 100,00 | 5 / 7    |
| Vila Velha de Ródão |                  | Partido Socialista | 60,85 / 100,00 | 6 / 9    |